# 长齿百里香
长齿百里香（学名：Thymus disjuctus）是唇形科百里香属的植物。分布于俄罗斯以及中国大陆的吉林、黑龙江、辽宁等地，生长于海拔1,200米的地区，多生长在砾石草地，目前尚未由人工引种栽培。